# アウキ
アウキ（Auki, 'Aoke）はソロモン諸島にある町。マライタ州の州都であり、マライタ島の北西岸にある。人口は6,695人（2019年国勢調査）。首都のホニアラからは船舶及び航空機の定期便が運航されており、アウキ空港は町の中心部より北へ11kmの地点にある。
1909年9月、マライタ島の行政府所在地として建設された。マライタ島は自給的農業が主産業であり、アウキは島唯一の交易市場がある。日本のODAにより、新しい市場及び桟橋の建設が計画されている。